# 亦怜真 (克烈氏)
亦怜真（?—1314年）元朝蒙古族怯烈部人。元朝贵族。

## 生平
亦怜真是也先不花的长子。元世祖时，事真金太子于东宫，为家令。元仁宗时，累拜银青荣禄大夫、湖广等处行中书省左丞相，延祐元年（1314年）逝世。天历二年（1329年），追封武昌王，谥“忠定”。元顺帝至正十八年（1358年），追封冀王。